# Alfred de Glehn

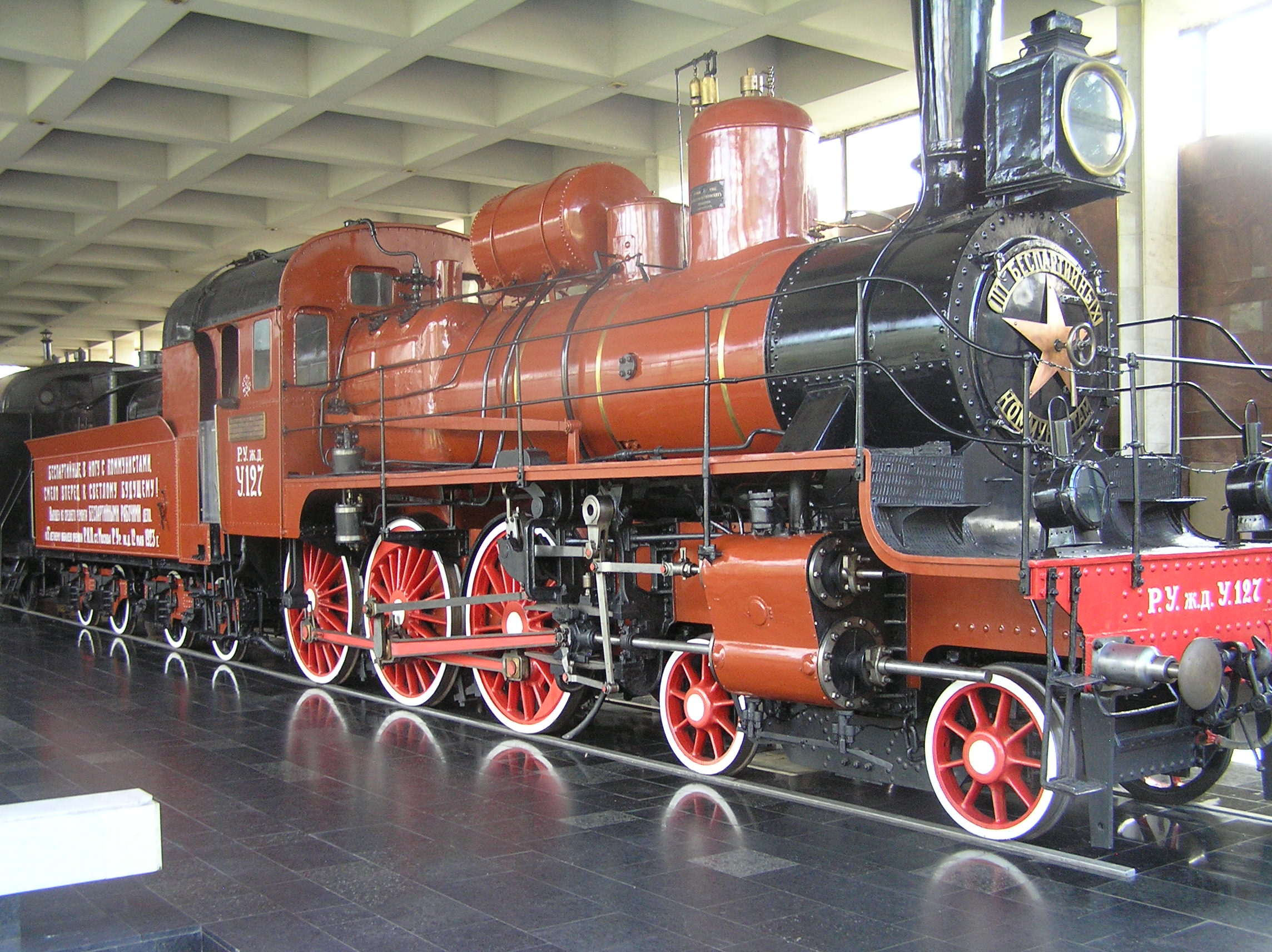
Glehnsche Verbunddampflokomotive der russischen U-Klasse

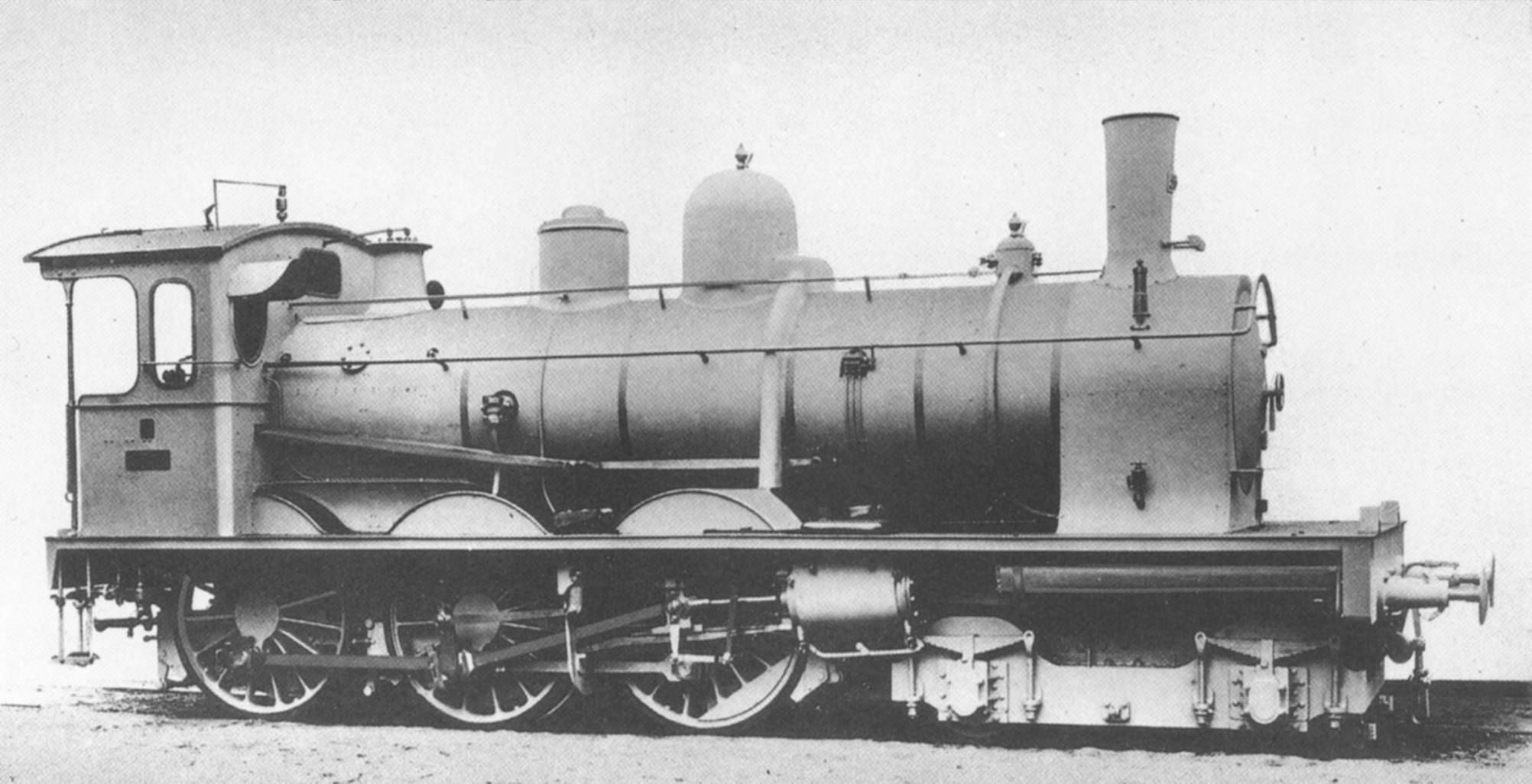
Badische IV e der Bauart de Glehn

Alfred George de Glehn (* 1848 in Sydenham (Großbritannien); † 1936 in Mülhausen) war ein Maschinenbauingenieur.  Er wurde bekannt durch die Entwicklung des Vierzylinder-Verbundtriebwerks für Dampflokomotiven.

## Leben
De Glehns Vater Robert von Glehn stammte aus einer baltendeutschen Familie, seine Mutter Agnes Duncan war gebürtige Schottin. Der Revaler Cellist Alfred von Glehn war sein Vetter.
Er studierte Maschinenbau am King’s College in London. Nach dem Studium erhielt er in Großbritannien keine Anstellung und ließ sich deshalb in Le Havre nieder. Zuerst war er auf den Werften und in den Schmieden beschäftigt. Später beschäftigte er sich mit der Konstruktion von Schiffsmaschinen. Infolge des Ausbruchs des Deutsch-Französischen Krieges 1870 ging er zurück nach Großbritannien um sich für die Armee zu melden. Ab 1870 folgten Studien am Polytechnikum Zürich, um die theoretischen Kenntnisse zu vervollständigen.
Im Jahr 1872 begann er eine Anstellung bei der französischen Société Alsacienne de Constructions Mécaniques (SACM) als Oberingenieur. 1875 wurde er Bürovorsteher des Lokomotiventwicklungsbüros und 1878 nach dem Tode Édouard Beugniots diensthabender Direktor. Hier untersuchte er Möglichkeiten, das Prinzip der Verbundwirkung auf Dampflokomotiven anzuwenden. Die daraus 1886 zusammen mit Gaston du Bousquet entwickelte Verbunddampflokomotive Nord Nr. 701 hatte zwei äußere Hochdruckzylinder für die hinteren Antriebsräder und zwei Niederdruckzylinder für den Antrieb der vorderen Radachse.
Die mit diesem Prinzip ab 1890 in Serie für die französische Compagnie des chemins de fer du Nord gebauten Lokomotiven der 2’B-1’ -„Atlantic“-Type mit vier Zylindern erwies sich als sehr erfolgreich und ihr Konstruktionsprinzip wurde von vielen anderen Bahngesellschaften übernommen. Die Preußischen Staatseisenbahnen orderten 79 Maschinen dieser Bauart, die als Gattung Preußische S 7 in den Bestand eingeordnet wurden. Das Verbundmaschinen-Konzept wurde von André Chapelon mit wesentlicher Verbesserung des thermischen Wirkungsgrades fortgeführt.
In den 1890er-Jahren arbeitete de Glehn unter anderem auch mit Anatole Mallet zusammen. 1892 wurde de Glehn zum leitenden Direktor der SACM ernannt. Durch die Zusammenarbeit mit Siemens & Halske um die Jahrhundertwende gelang de Glehn die Grundsteinlegung für die Elektroindustrie in Belfort. Nach Meinungsverschiedenheiten verließ de Glehn 1904 das Unternehmen. Während des Ersten Weltkrieges war er zeitweise in Rastatt interniert und lebte später in Ouchy. Er gehörte dem Verein Deutscher Ingenieure (VDI) und dem Elsaß-Lothringer Bezirksverein des VDI an.